# ماثيو روبيل
ماثيو روبيل (بالفرنسية: Mathieu Robail)‏ (2 يونيو 1985 بكامبريه في فرنسا - ) هو لاعب كرة قدم فرنسي في مركز الوسط. لعب مع سي أ باستيا ونادي باستيا ونادي ديجون ونادي ليل ونادي واسكال ونيم أولمبيك.

## روابط خارجية
- ماثيو روبيل على موقع قاعدة بيانات كرة القدم.إي يو (الإنجليزية)
- ماثيو روبيل على موقع ليكيب (الفرنسية)
- ماثيو روبيل على موقع Soccerway.com (الإنجليزية)